# Moussa Seugui
Moussa Seugui († 29. Oktober 2006) war General und Chef des Generalstabes der Armee des Tschad.

## Biografie
Segui absolvierte eine militärische Laufbahn und stieg schließlich unter Präsident Idriss Déby zum General und Chef des Generalstabes der Armee des Tschad auf. Bei Kämpfen gegen aufständische Rebellen der Union of Forces for Democracy and Development kam er am 29. Oktober 2006 im Osten des Landes in den Bergen von Hadjer Meram, rund 150 Kilometer nordöstlich von Am Timan, ums Leben.